# Soziale Produktionsfunktion
Die Soziale Produktionsfunktion ist ein soziologisches Konzept des Soziologen Siegwart Lindenberg.
Ziel ist es, eine Erklärung für die Art der Präferenzen von Menschen zu geben. Handeln wird als die Produktion von Nutzen definiert, wobei Lindenberg davon ausgeht, dass der Mensch prinzipiell drei primäre Grundbedürfnisse hat:
- soziale Wertschätzung,
- physisches Wohlbefinden und
- Vermeidung von Verlust.

Diese müssen fortwährend befriedigt werden. Die Grundbedürfnisse können jedoch nur durch Erarbeitung so genannter primärer Zwischengüter befriedigt werden. Ein sozialer Status ist ein primäres Zwischengut, das wiederum über andere indirekte Zwischengüter, wie Wissen oder Wohlstand, hergestellt werden kann. Daher auch die Bezeichnung „soziale Produktionsfaktoren“. Somit werden konkrete Ziele und Güter, wie z. B. hoher sozialer Status über Produktionsfaktoren wie Einkommen mit sozialen Produktionsfunktionen wie soziale Wertschätzung verknüpft. Die sozialen Produktionsfunktionen unterscheiden sich in verschiedenen sozialen Positionen, Gruppen oder Zeiträumen und sind kulturabhängig.